# Erhart Küng

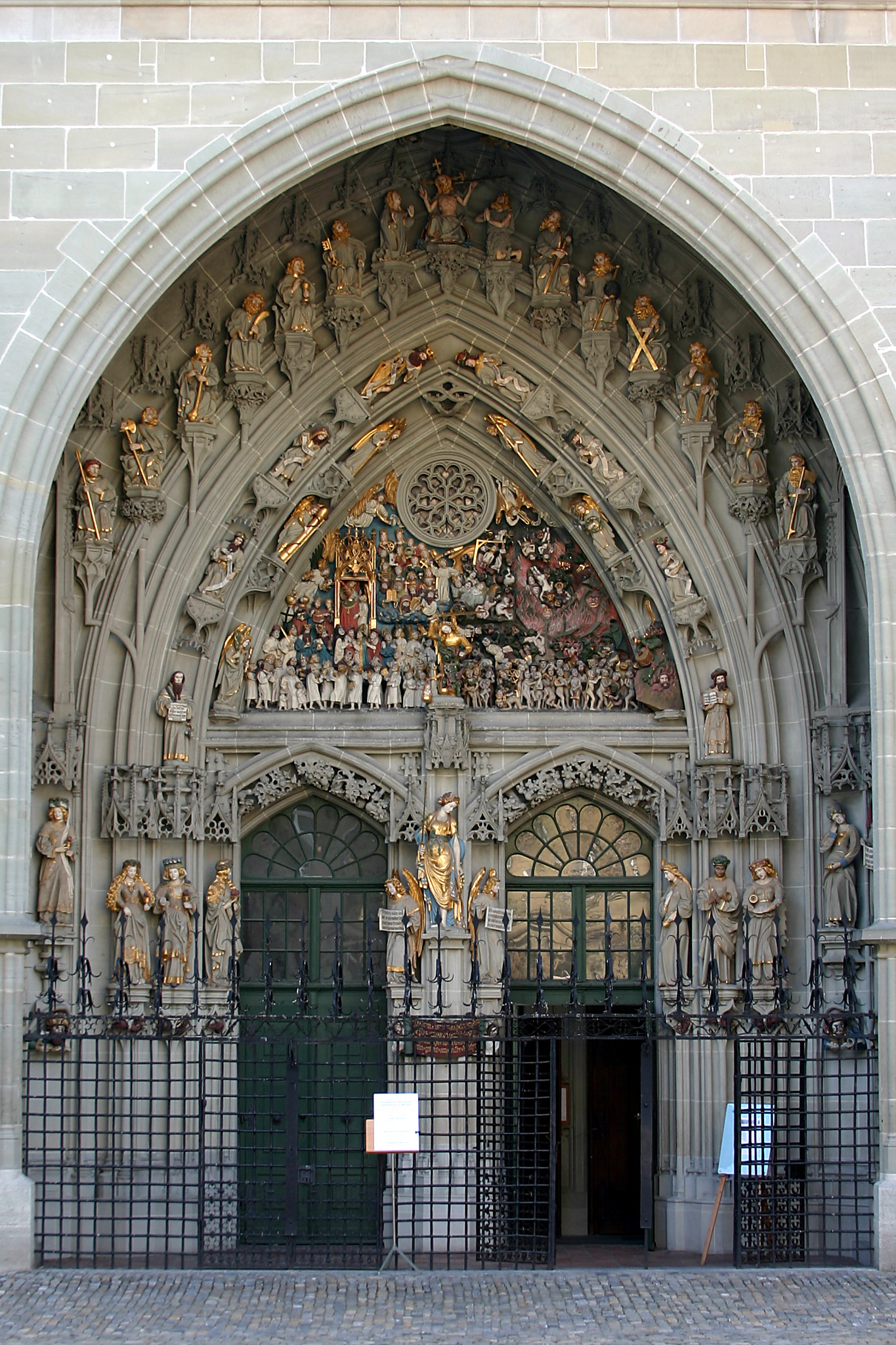
Das Münsterportal

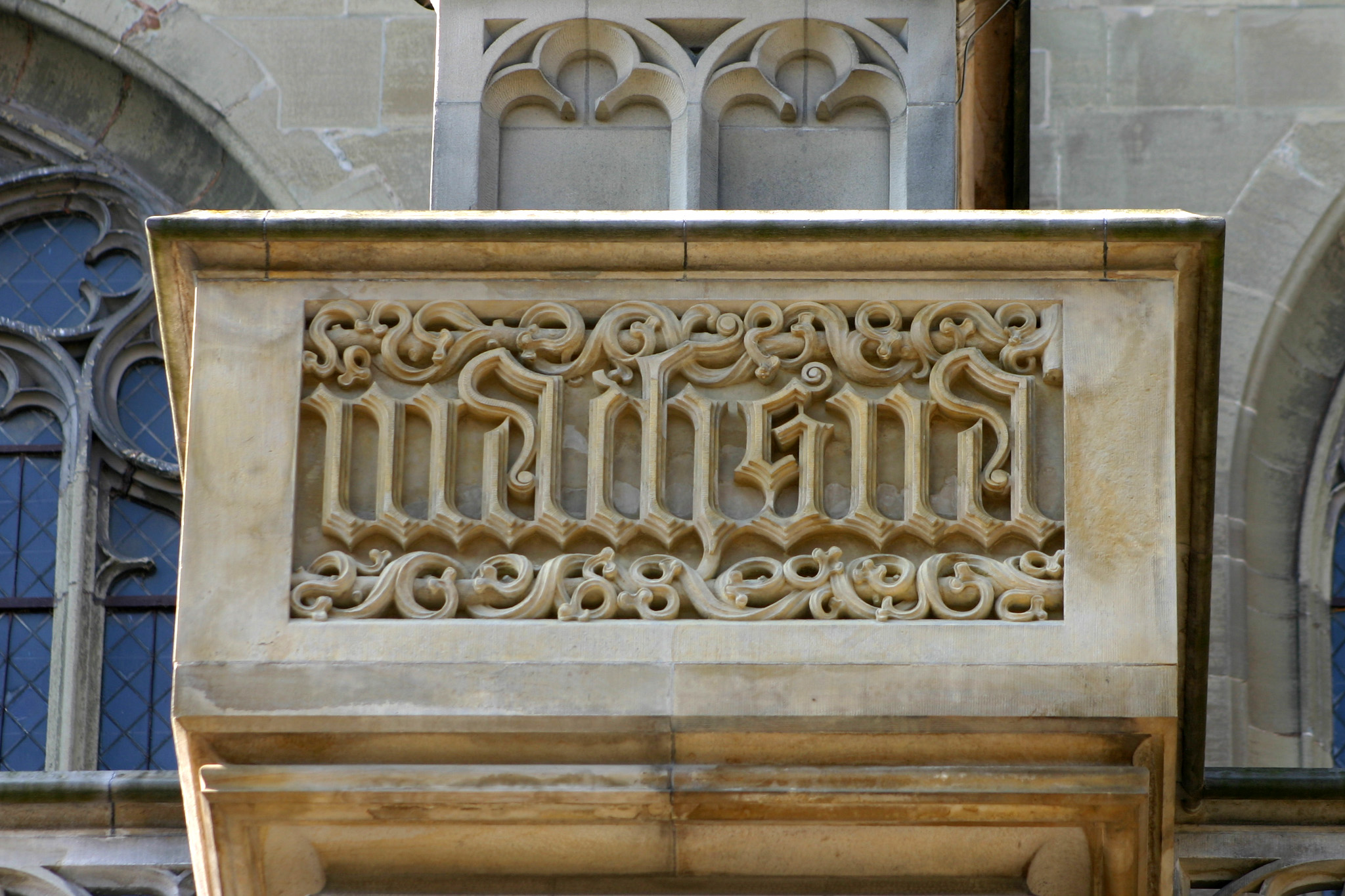
Inschrift machs na

Erhart Küng, auch Erhard Küng (* um 1420 in Stadtlohn, Westfalen; † vor dem 30. Januar 1507) war ein deutscher Steinmetz und Werkmeister am Berner Münster. Er gilt als die bedeutendste Berner Künstlerpersönlichkeit vor Niklaus Manuel.
Nach einer Lehre als Steinmetz und Wanderjahren liess er sich um 1455 in Bern nieder, war dort um 1460 Mitglied des Grossen Rates, wurde 1479 zum Stadtwerkmeister und 1483 zum Münsterwerkmeister auf Lebenszeit ernannt.
Küng war wesentlich beteiligt an der Erweiterung der Münsterplattform. Mit Gehilfen schuf er zwischen 1460 und 1481/83 die Skulpturengruppe des Jüngsten Gerichts am mittleren Westportal des Münsters. Weitere Werke sind ein Schmerzensmann aus der Kartause Thorberg, der heute im Historischen Museum Bern aufbewahrt wird, Holzaltäre in der Kathedrale von Sion und der Pfarrkirche Ernen sowie einige Stücke aus dem Berner Skulpturenfund.
Von Küng stammt vermutlich die bekannte Inschrift „machs na“ an der Brüstung vor dem zweitöstlichsten Strebepfeiler an der Nordflanke des Münsters, die heute wie die Skulpturen durch eine Kopie ersetzt ist, das Original befindet sich im Bernischen Historischen Museum.